# Gnophos carpathica
Gnophos carpathica är en fjärilsart som beskrevs av Soffner 1932. Gnophos carpathica ingår i släktet Gnophos och familjen mätare. Inga underarter finns listade i Catalogue of Life.